# Chiesa di Sant'Agnese in Agone
La chiesa di Sant'Agnese in Agone (in latino Ecclesia Sanctæ Agnetis in agone) è un edificio italiano di culto cattolico.
Si trova a Roma in Piazza Navona ed è intitolata a sant'Agnese nel luogo dove, secondo la leggenda, costei avrebbe subito il martirio.

## Storia
La chiesa, che venne ricostruita sul sito della antica basilica dedicata alla martire da Callisto II, eretta a sua volta dove già era edificata una piccola chiesa sul luogo del martirio menzionata già verso la fine del sec. VIII nell'Itinerario Einsidlense, ebbe un primo progetto disegnato nel 1652 da Girolamo Rainaldi (1570-1655) in stile barocco. Il committente fu Innocenzo X Pamphili, il cui monumento funebre si trova all'interno della chiesa. La famiglia aveva ampi possedimenti nella piazza e la chiesa doveva essere una specie di cappella privata annessa al palazzo di famiglia che si trova accanto.
Negli anni 1653-1657 i lavori proseguirono sotto la direzione di Francesco Borromini. Borromini cambiò in parte il progetto originario; tra le altre cose aumentò la distanza tra le due torri integrate nel prospetto ed ideò l'impostazione della facciata concava per dare più risalto alla cupola. Nel 1672 la costruzione fu completata da Carlo Rainaldi (1611-1691), il figlio dell'architetto che aveva cominciato i lavori. Fu restaurata negli anni duemila su iniziativa del rettore Gianni Todescato, da lui anche riaperta al pubblico e adibita a sede concertistica.

## Descrizione

### Esterno
La facciata della chiesa, caratterizzata dal suo arretramento nella parte centrale e dalle parti laterali curve, è in mezzo ai due campanili, entrambi culminanti con una copertura conica recante delle croci. Nella facciata, priva di decorazioni all'infuori delle ghirlande fra le lesene, si aprono tre portali, con il centrale più grande rispetto agli altri.
La cupola, opera di Giovanni Maria Baratta (tamburo) e di Carlo Rainaldi (lanterna), è decorata alla base da coppie di pilastri corinzi alternate ai finestroni rettangolari.

### Interno

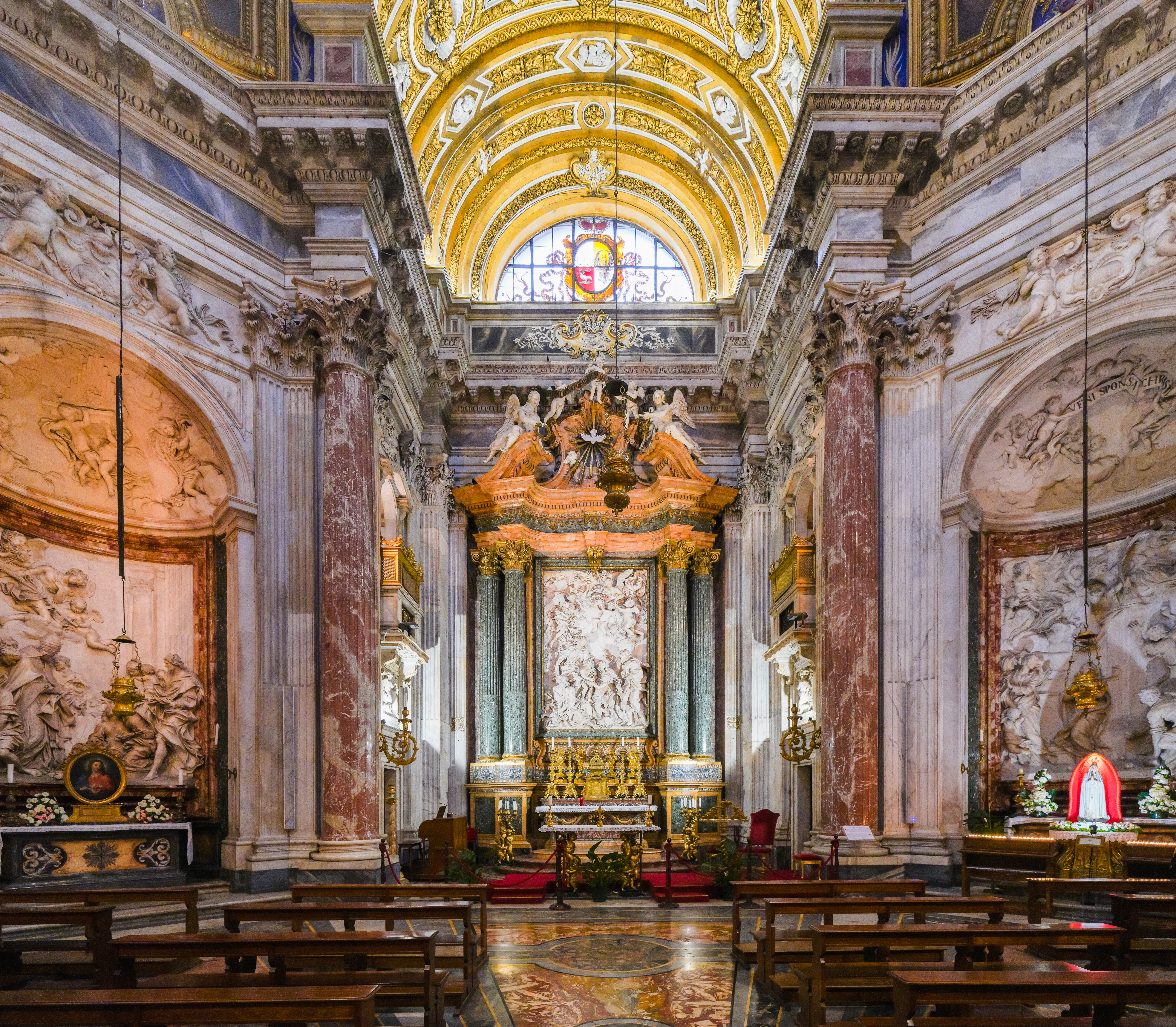
Interno

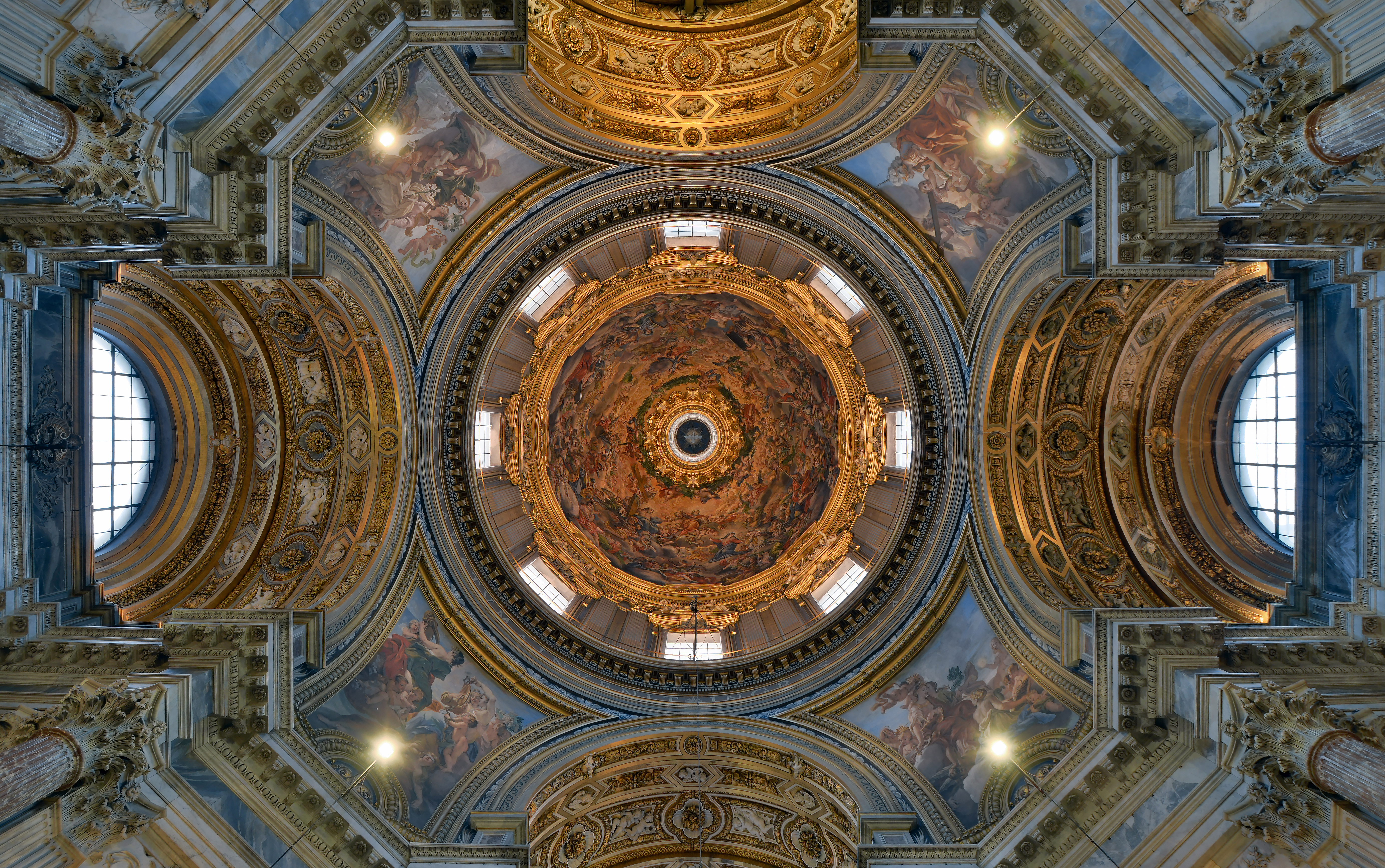
Interno verso la cupola

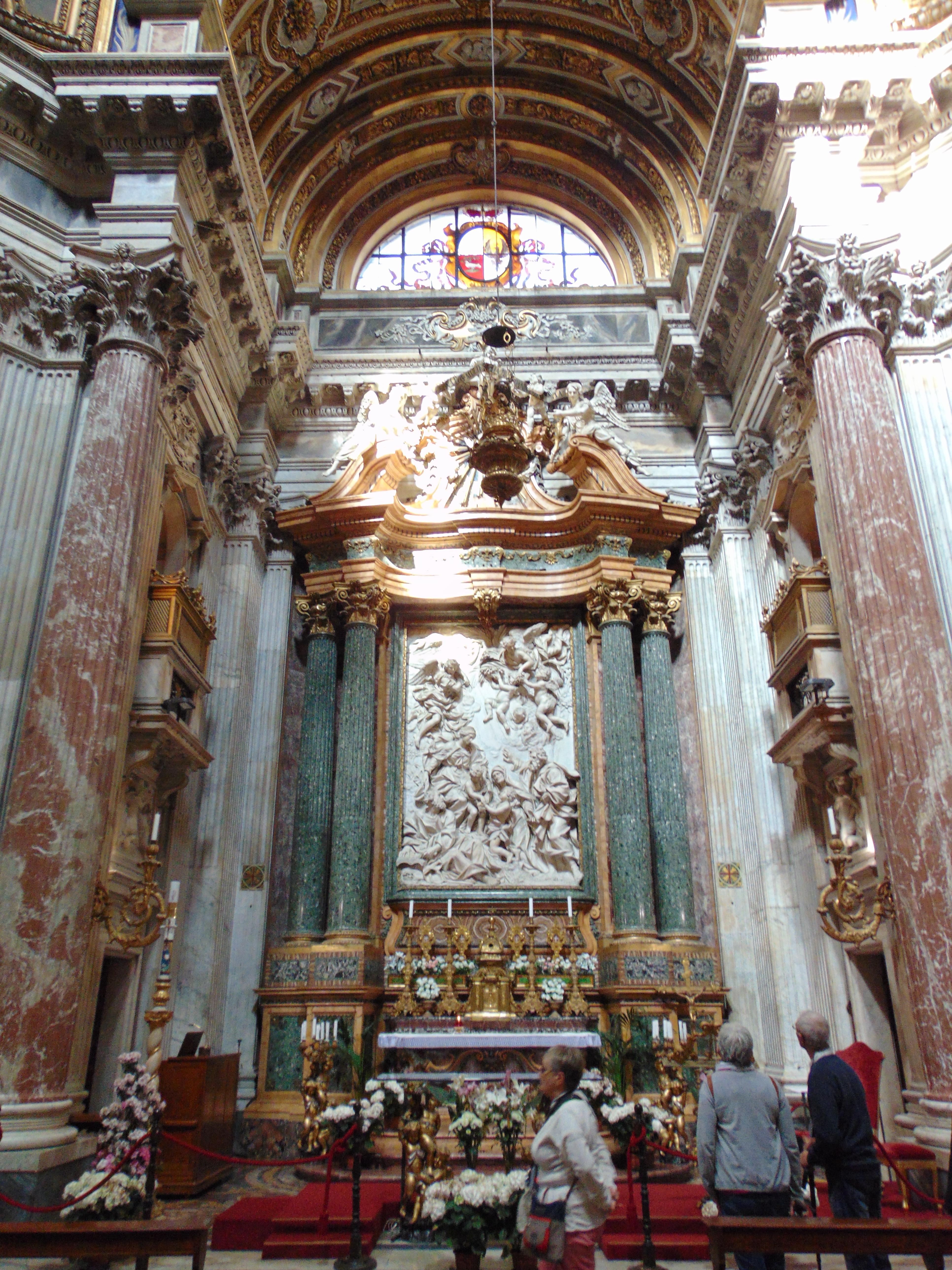
Altare maggiore

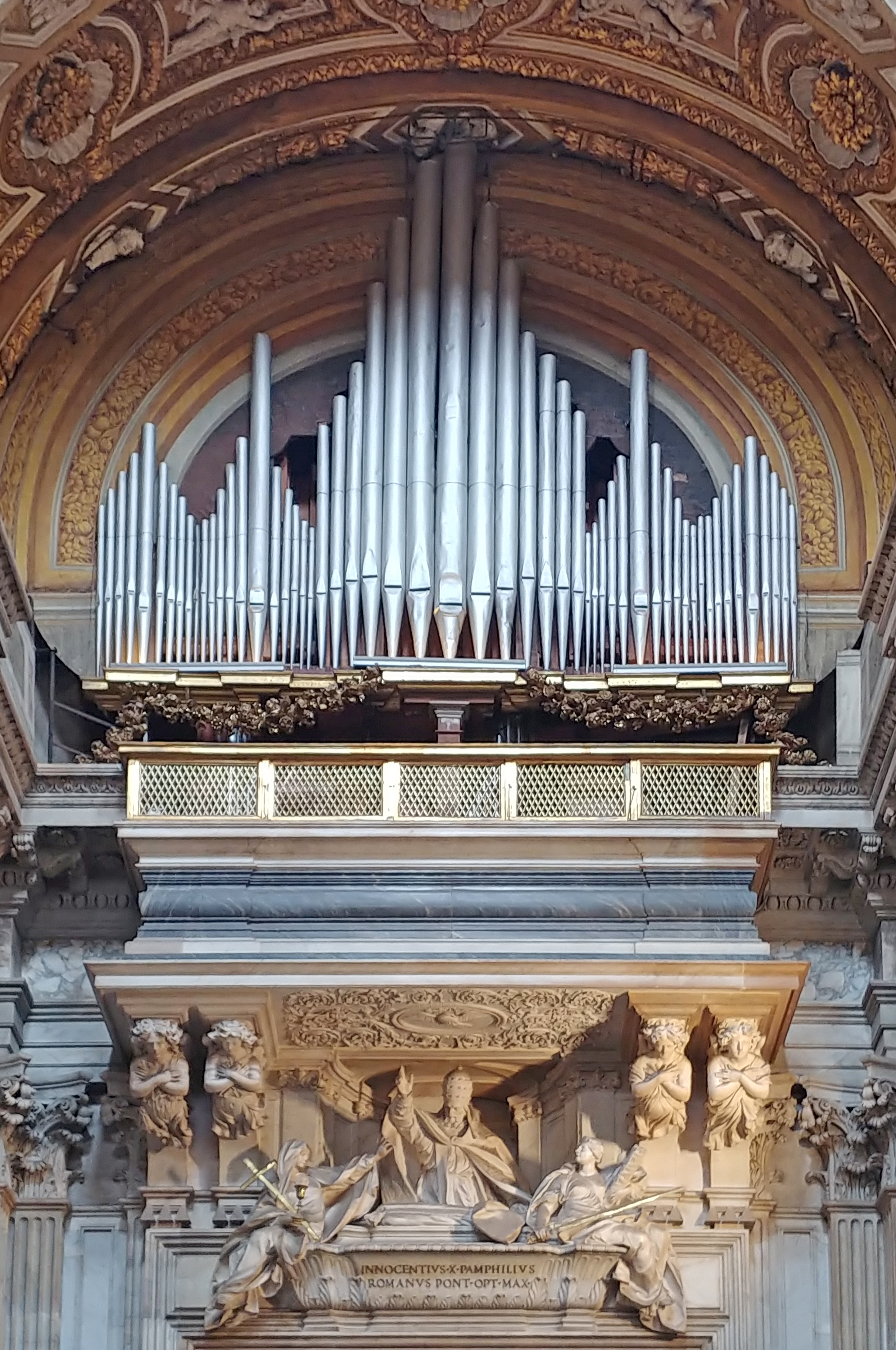
Organo maggiore e tomba di Innocenzo X

All'interno la chiesa presenta una pianta a croce greca; i quattro corti bracci della navata, dell'abside e dei transetti, riccamente decorati con stucchi dorati nelle volte si incontrano nell'ottagono centrale, in cui si trovano quattro altari dedicati a Sant'Alessio (1° a destra), Santa Emerenziana (2° a destra), Sant'Eustachio (1° a sinistra) e Santa Cecilia (2° a sinistra), con pale marmoree e statue rispettivamente di Giovanni Francesco Rossi, Leonardo Reti, Melchiorre Cafà e Antonio Raggi. Le colonne che li riquadrano sono in marmo rosso di Cottanello. I transetti sono dedicati a Sant'Agnese (a destra, con una statua di Ercole Ferrata), e a San Sebastiano (a sinistra, con una statua di Pier Paolo Campi). Le prospettive accelerate marmoree sono di Costanzo de Peris.
I pennacchi della cupola, dipinti fra il 1667 e il 1671 da Giovan Battista Gaulli detto il Baciccio, sono dedicati alle quattro virtù cardinali; l'affresco della cupola, invece, opera di Ciro Ferri e di Sebastiano Corbellini che lo portò a termine, raffigura Sant'Agnese introdotta alla Gloria del Paradiso. Un altro dipinto importante si trova sulla volta della sagrestia e raffigura la Gloria di Sant'Agnese ed è opera di Paolo Gismondi.
Il sotterraneo, ricavato da un antico oratorio medievale, ospita sull'altare Il miracolo dei capelli di Sant'Agnese, rilievo marmoreo di Alessandro Algardi.

#### Altare maggiore
L'altare maggiore fu eseguito fra il 1720 e il 1724 su un progetto di Carlo Rainaldi ed accoglie la pala Sacra Famiglia di Domenico Guidi.
L'elevazione dell'altare è costruita su quattro colonne scanalate in marmo verde antico provenienti dall'Arco di Marco Aurelio al Corso; le colonne terminano con capitelli compositi in marmo dorato a foglia, che sorreggono la trabeazione ad andamento curvilineo. Il timpano è sormontato da due angeli in stucco che recano la colomba con la palma simbolo del martirio. Al centro, tre angeli che sostengono il cartiglio con la scritta tratta dal Vangelo "tra i nati di donna non c'è nessuno più grande di Giovanni",frase che si ricollega anche a Giovanni Battista Pamphilj il quale volle che l'altare fosse dedicato al santo di cui portava il nome.
Inizialmente l'altare doveva essere dedicato a Sant'Agnese e la pala doveva contenere il miracolo di sant'Agnese che fa resuscitare con la preghiera Procopio ucciso dal diavolo. In seguito alla morte di Alessandro Algardi, al quale era stata affidata la realizzazione, Ercole Ferrata e Domenico Guidi furono incaricati di realizzare il modello grande in stucco conforme a quello preparato dall'Algardi. In seguito però, si decise di dedicare alla santa non più l'altare absidale ma la cappella nel lato nord, e si decise di dedicare la pala absidale alle due Sacre Famiglie (quella di Maria, Giuseppe e Gesù e quella di Elisabetta, Zaccaria e Giovanni). Al centro della composizione il piccolo Giovanni Battista mostra a Gesù un cartiglio arrotolato. Gesù, sostenuto dalla Vergine alle sue spalle, viene inondato dalla luce dello Spirito Santo. In alto, cherubini, angeli e putti svolazzano tra ramoscelli di ulivo e porgono grappoli di datteri.

#### Organi a canne
Nella chiesa si trovano due organi a canne. Quello principale è situato sulla cantoria controfacciata; è stato costruito dalla ditta Walcker nel 1913 in sostituzione di un organo più antico del 1673 voluto dal cardinale Giovanni Battista Pamphilj e realizzato dal fiammingo Guglielmo Hermans, del quale conserva la cassa e le canne di facciata; è stato ampliato e dotato da una nuova consolle nel 2013 da Saverio Anselmi Tamburini. Attualmente l'organo dispone di 18 registri su due manuali e pedale. Il secondo strumento è un organo positivo degli anni 1850, opera di Pasquale Giantosca, ricostruito nel 2004 da Carlo Soracco.

## Leggenda
Esistono alcune leggende legate alla prospiciente Fontana dei Quattro Fiumi, sita di fronte alla Chiesa di Sant'Agnese in Agone, che la tradizione popolare attribuisce alla rivalità tra Gian Lorenzo Bernini e Francesco Borromini. Ad esempio si crede che la statua del Río de la Plata tenga alzato il braccio nel timore di un crollo della chiesa e che ugualmente la statua del Nilo si copra il volto per non doverla vedere. Si tratta di una semplice leggenda, poiché la fontana fu realizzata prima della chiesa, tra il 1648 e il 1651, mentre Borromini sopraggiunse nel cantiere di Sant'Agnese intorno al 1653. Infatti la statua rappresentante il fiume Nilo si copre il volto perché a quell'epoca non se ne conoscevano le sorgenti.